# Gary Glitter
Gary Glitter, właśc. Paul Francis Gadd (ur. 8 maja 1944 w Banbury) – brytyjski wokalista glam rockowy, który na początku lat siedemdziesiątych zdobył światową sławę wykonując proste, dynamiczne utwory. Wcześniej bez większego powodzenia nagrywał pod pseudonimami Paul Raven (w 1960 roku nagrał dla wytwórni Decca piosenkę „Alone in the Night”), Paul Monday i Rubber Bucket.

## Życiorys
Punktem zwrotnym w karierze Glittera było spotkanie w 1965 roku producenta i aranżera Mike'a Leandera (1941–1996); w kwietniu 1965 roku jako Paul Raven dołączył do jego grupy The Mike Leander Show Band, a po jej rozpadzie w tym samym roku, założył własną grupę Boston International, skróconą później do Bostons, z saksofonistą Johnem Rossallem. Następne pięć lat grupa spędziła na trasie po Niemczech. W 1970 pod pseudonimem Paul Raven wystąpił w roli dwóch księży na dwupłytowym albumie „Jesus Christ Superstar” Andrew Lloyd Webera i Tima Rice'a, którego jednym z producentów był Leander. Pod koniec roku 1971 Leander i Glitter nagrali piętnastominutowe jam session, które później skrócono i podzielone na dwie części jako „Rock and Roll Part One” i „Rock and Roll Part Two”; wydane na singlu stało się strzałem w dziesiątkę i wywindowało Gary'ego Glittera na szczyty list przebojów. W okresie największej popularności (1972-1976) nagrał 13 singli, 3 albumy studyjne („Glitter”, „Touch Me”, „G.G.”) i 1 koncertowy („Remember Me This Way”), wydał też LP z największymi przebojami. W 1974 na ekrany kin wszedł dokument „Remember Me This Way”. 
Ponieważ cały akompaniament tworzył Mike Leander grając na wszystkich instrumentach, potrzebny był stały zespół towarzyszący, z którym Gary Glitter mógłby występować na koncertach. Tak powstała anonimowa grupa, która później pod nazwą Glitter Band już samodzielnie (bez Gary'ego Glittera) nagrała kilka płyt i umieściła na listach przebojów kilkanaście piosenek.
W późniejszych latach Glitter próbował bez większego powodzenia odzyskać dawną popularność. Wprowadził kilka piosenek na odległe miejsca list przebojów, ale zaczął mieć problemy alkoholowe i rozważał nawet samobójstwo. Nagrał piosenkę „The House of the Rising Sun” zespołu The Animals, wystąpił w małej roli podczas koncertu The Who z okazji rocznicy wydania płyty Quadrophenia.
Jego żoną w latach 1963–1972 była Ann Murton. Ma troje dzieci; dwóch synów Paula i Gary'ego Jr oraz córkę Sarah.

## Problemy z prawem
W listopadzie 1997 roku oddał komputer do naprawy. Pracownik serwisu, znalazłszy na dysku twardym prawie 4 tysiące zdjęć z pornografią dziecięcą, zawiadomił policję. Glitter został aresztowany i 12 listopada 1999 roku skazany na 4 miesiące więzienia. Po wyjściu na wolność przeniósł się najpierw na Kubę, potem do Kambodży, skąd został w 2002 roku wydalony za namawianie dzieci do stosunków seksualnych. We wrześniu 2001 roku wydał płytę „On”. 
3 marca 2006 roku został skazany przez sąd w Wietnamie na 3 lata więzienia za pedofilię. Zwolniony po dwóch i pół roku, 19 sierpnia 2008. Do kraju wrócił w tym samym roku.
Gary Glitter został ponownie na podstawie zeznań kilku kobiet aresztowany 28 października 2012 roku po ujawnieniu pedofilskiego skandalu z Jimmym Savile'em. Postawiono mu osiem zarzutów związanych z przestępstwami seksualnymi względem dziewczynek w wieku od 12 do 14 lat. Miał dopuścić się m.in. napaści seksualnej, kontaktów seksualnych z małoletnimi oraz podania niepełnoletnim narkotyków. Miało się to dziać w latach 1977–1980. 
Pierwsza rozprawa odbyła się 19 czerwca 2014 roku. 27 lutego 2015 roku sąd ostatecznie skazał go na karę 16 lat pozbawienia wolności. W lutym 2023 roku został przedterminowo zwolniony z więzienia. W marcu powrócił do więzienia za złamanie warunków okresu próbnego. W oświadczeniu nie podano w jaki sposób naruszył warunki zwolnienia

## Dyskografia
Single:
Paul Raven
- Alone In The Night/Too Proud
- Walk On Boy/All Grown Up
- Tower of Strength/Livin' The Blues
- Soul Thing/We'll Go Where The world Can't
- Stand/Soul Thing

Paul Monday
- Musical Man/Wait For Me
- Here Comes The Sun/Musical Man

Rubber Bucket
- We Are Living In One Place/Take Me Away

Gary Glitter
- 1972 Rock'n'Roll Pt.l/Rock'n'Roll Pt.2 #2 UK; #7 USA; #1 Francja #1 Australia
- 1972 I Didn't Know I Loved You (Til I Saw You Rock 'N' Roll)/Hard On Me #4 UK; #35 USA
- 1973 Do You Wanna Touch Me (Oh Yeah)/I Would If I Could #2 UK
- 1973 Hello, Hello, I'm Back Again/I.O.U. #2 UK,
- 1973 I'm The Leader Of The Gang (I Am)/Just Fancy That #1 UK
- 1973 I Love You Love Me Love/Hands Up It's A Stick Up #1 UK
- 1974 Remember Me This Way/It's Not A Lot #3 UK
- 1974 Always Yours/I'm Right You're Wrong I Win #1 UK #1 Ireland
- 1974 Oh Yes You're Beautiful/Thank You Baby For Myself #2 UK #1 Ireland
- 1975 Love Like You And Me/I'll Carry Your Picture Everywhere #10 UK
- 1975 Doing Alright With The Boys/Good For No Good #6 UK
- 1975 Papa Oom Mow Mow/She Cat Alley Cat #38 UK
- 1976 You Belong To Me/Rock'n'Roll Pt.1 #40 UK
- 1976 Rock'n'Roll Pt.2/ Do You Touch Me/Hello Hello I'm Back Again/Leader Of The Gang
- 1977 It Takes All Night Long Pt.1/Pt.2 #25 UK
- 1977 A Little Boogie Woogie In The Back Of My Mind/Lay It On Me #31 UK
- 1977 Baby Please Don't Go/The Wanderer
- 1977 Oh What A Fool I've Been/365 Days
- 1977 I Dare You To Lay One On Me/Hooked On Hollywood
- 1979 Superhero/Sleeping Beauty
- 1980 Leader Of The Gang/Hello Hello I'm Back Again/Do You Wanna Touch Me/Rock'n'Roll Pt.2 #57 UK
- 1980 What Your Momma Don't See/ I'm Not Just A Pretty Face #23 UK Official Independent Chart
- 1981 When I'm On/Wild Horses
- 1981 And Then She Kissed Me/I Love How You Love Me #39 UK
- 1981 All That Glitters/Reach For The Sky #48 UK
- 1982 Be My Baby/Is This What Dreams Are Made Of
- 1982 Ball Of Confusion/Suspicious Minds
- 1983 Rock'n'Roll Pt.2/Always Yours/I'm The Leader Of The Gang/I Didn't Know I Loved You/Remember Me This Way/I Love You Love Me Love
- 1984 Dance Me Up/Too Young To Dance #25 UK
- 1984 Shout Shout Shout/Hair Of The Dog
- 1984 Another Rock'n'Roll Christmas/Another Rock'n'Roll Christmas Instrumental #7 UK
- 1985  Rock'N'Roll / Oh No, Not Just A Pretty Face #31 UK Official Independent Chart
- 1985 Love Comes/Boys Will Be Boys #91 UK
- 1986 I'm The Leader of the Gang (with Girlschool)
- 1987 Rock'n'Roll Pt.3/ Rock'n'Roll Pt.4
- 1988 Frontiers of Style/The Only Way To Survive
- 1988 KLF – Doctorin' the Tardis The Timelords Featuring Gary Glitter #1 UK
- 1989 Mega Glitter Rock A Live – Be Bop A Lula/Rock'n'Roll Pt.1/Good Rockin' Tonight/Baby Let's Play House
- 1990 Red Hot Reputation/Beats Being By Yourself #87 UK
- 1991 Ready To Rock/Only Way To Survive
- 1992 And the Leader Rocks On/Let's Go Party #58 UK
- 1992 Through The Years/Another Rock'n'Roll Christmas #49 UK
- 1992 Through The Years #49 UK
- 1995 Hello, Hello I'm Back Again (Again!) #50 UK
- 1996 House Of The Rising Sun #15 NZ; #81 UK

- 2001 You (tylko dla członków fanklubu)
- 2003 Control (tylko dla członków fanklubu)
- 2005 Field Of Dreams (tylko dla członków fanklubu)

Albumy:
- 1972 Glitter

1. Rock N Roll (Part One)
2. Baby, Please Don't Go
3. The Wanderer
4. I Didn't Know I Loved You ('Til I saw You Rock N Roll)
5. Ain't That A Shame
6. School Day (Ring Ring Goes The Bell)
7. Rock On!
8. Donna
9. The Famous Instigator
10. The Clapping Song
11. Shaky Sue
12. Rock N Roll (Part Two)

- 1973 Touch Me

1. Do You Wanna Touch Me (Oh Yeah)
2. Come on, Come in, Get On
3. Happy Birthday
4. Hard on Me
5. To Know You Is to Love You
6. Money Honey
7. Hello! Hello! I'm Back Again
8. Sidewalk Sinner
9. Didn't I Do It Right
10. Lonely Boy
11. Hold on to What You Got
12. I.O.U.

- 1974 Remember Me This Way (płyta koncertowa)

1. I'm the Leader of the Gang (I Am!)
2. Sidewalk Sinner
3. Baby Please Don't Go
4. Do You Wanna Touch Me? (Oh Yeah!)
5. The Wanderer
6. Rock & Roll, Pt. 1 & 2
7. Hello! Hello! I'm Back Again
8. I Didn't Know I Loved You (Till I Saw You Rock & Roll)
9. I Love, You Love, Me Love
10. Remember Me This Way

- 1975 Always Yours
- 1975 G.G.
- 1976 Greatest Hits
- 1977 I Love You Love Me Love
- 1977 Golden Greats
- 1978 Silver Star
- 1980 The Leader

1. Rock & Roll, Pt. 1
2. Baby Please Don't Go
3. Hello! Hello! I'm Back Again
4. The Wanderer
5. I'm the Leader of the Gang (I Am!)
6. Rock & Roll, Pt. 2
7. I Didn't Know I Loved You (Till I Saw You Rock & Roll)
8. Do You Wanna Touch Me? (Oh Yeah!)
9. Rock On
10. I Love, You Love, Me Love

- 1983 The Leader
- 1984 Boys Will Be Boys

1. Crash Crash
2. Let's Get Sexy
3. Dance Me Up
4. When I'm on, I'm On
5. Another Rock & Roll Christmas
6. Shout, Shout, Shout
7. If You Want Me
8. Hair of the Dog
9. Boys Will Be Boys
10. Close to You

- 1985 Alive And Kicking
- 1986 Always Yours
- 1987 The Party Album
- 1989 Gary Glitter Gangshow
- 1991 Leader II
- 1992 Many Happy Returns
- 1997 The Ultimate
- 2001 On